# Erazm Ciołek (Nhiếp ảnh gia)
Erazm Ciołek (24 tháng 6 năm 1937 - 13 tháng 11 năm 2012) một phóng viên ảnh người Ba Lan, tác giả của nhiều cuộc triển lãm và đoạt nhiều giải thưởng khác nhau. Ông được coi là nhiếp ảnh gia chính của phong trào Đoàn kết.
Ciołek sinh ra ở Łódź.  Năm 1957, ông đăng ký học tại Khoa Xã hội học của Đại học Warsaw, nhưng ông chưa bao giờ tốt nghiệp, but he never graduated. Thay vào đó, ông bắt đầu trở thành một nhà báo và nhiếp ảnh gia tích cực. Ông làm việc cho tạp chí Polityka và Cơ quan Báo chí Ba Lan.
Ciołek đã có mặt trong phong trào Đoàn kết ngay từ những ngày đầu thành lập, ghi lại những sự kiện náo động của những năm 1980 ở Ba Lan. Ông đã được tham dự các cuộc họp bí mật của Tổ chức Đoàn kết và chụp những bức ảnh với tư cách là nhiếp ảnh gia duy nhất ở đó.
Ông chụp ảnh những công nhân nổi bật tại Xưởng đóng tàu Gdańsk; cuộc họp bí mật của phe đối lập chống cộng trong thời kỳ thiết quân luật ở Ba Lan; các biểu tình của Tổ chức Đoàn kết; cuộc hành hương của Đức Gioan Phaolô II đến Ba Lan; cuộc sống ở Giáo xứ Thánh Stanisław Kostka ở Warsaw nơi linh mục tử đạo Jerzy Popiełuszko làm việc và đám tang của Grzegorz Przemyk, người học sinh trung học Ba Lan bị lực lượng an ninh cộng sản sát hại năm 1983.
Sau khi chủ nghĩa cộng sản sụp đổ năm 1989, Ciołek làm việc cho nhật báo Gazeta Wyborcza.
Ngoài là một nhiếp ảnh gia của Tổ chức Đoàn kết, Ciołek cũng chụp ảnh du lịch ở Nepal, Nicaragua và Cuba. Ông cũng là nhiếp ảnh gia đầu tiên ở Ba Lan chụp ảnh về những người nghiện ma túy.
Ciołek được đánh giá cao và các tác phẩm của ông gặt hái nhiều giải thưởng. Vào năm 2006, Tổng thống Lech Kaczyński đã trao tặng ông Thập giá Hiệp sĩ của Dòng Polonia Restituta. Ông qua đời ở tuổi 75 tại Warsaw.

## Ấn phẩm
- Stop, kontrola: Stocznia Gdańska, sierpień 1980, 1981
- Kuba Fidela Castro, 2007
- Polska: sierpień 1980 - sierpień 1989, 1990 and 2010